# Lupiac
Lupiac är en kommun i departementet Gers i regionen Occitanien i sydvästra Frankrike. Kommunen ligger i kantonen Aignan som tillhör arrondissementet Mirande. År 2022 hade Lupiac 310 invånare.

## Befolkningsutveckling
Antalet invånare i kommunen Lupiac
Referens:INSEE